# Champ Gecos
En informatique, le champ gecos est une zone qui permet d'enregistrer des informations sur un compte utilisateur unix dans le fichier /etc/passwd.
Ces informations sont originellement les informations sur les utilisateurs du système GECOS (l'acronyme de General Electric Comprehensive Operating System, du nom d'un système d'exploitation mainframe créé originellement par la General Electric).
Le champ gecos est une liste utilisant la virgule comme délimiteur.
Les informations habituellement stockées dans ce champ sont le nom de l'utilisateur, son adresse (bureau), son numéro de téléphone...
Cela peut aussi être un champ de commentaire où l'on peut mettre ce qu'on veut.
Ce champ est utilisé par la commande unix finger.
Il peut être fait référence à ce champ par la commande Linux/Debian adduser d'ajout d'un utilisateur.